# Régiment albanais (1807-1815)
Pour un article plus général, voir Unités étrangères de l’armée napoléonienne.
Le Régiment albanais est une unité de l'armée napoléonienne formée en 1807 à Corfou. Il a été commandé par le colonel Jean-Louis Toussaint Minot et a surtout servi d'unité de défense dans les territoires ioniens de l'Empire français. Il a été dissous en 1814. 

## Histoire
En 1807, par le traité de Tilsit, l'armée russe abandonne la République des Sept-Îles, constituée des îles Ioniennes, qui avaient été capturées par l'amiral Fiodor Ouchakov lors du siège de Corfou (1798-1799). Pendant leur occupation de l'archipel, les Russes avaient levé deux unités, l'une composée d'environ 3 000 réfugiés albanais installés dans les îles après leur défaite contre Ali Pacha dans le pachalik de Janina, et une autre qui comprend 500 Grecs. Après que l'armée française eut repris en charge l'administration de la zone, les Albanais ont été incorporés en tant que « régiment albanais », les réfugiés grecs formant un  « Bataillon de chasseurs à pied grecs », parfois connu sous le nom  de  « Bataillon indigène des îles Ioniennes ». On parlait aussi de « Pandoures d'Albanie »,. Des autochtones grecs, des Italiens et des Dalmates furent aussi par la suite incorporés au régiment, qui n'atteignit cependant jamais l'effectif de 3254 hommes espéré. Le régiment albanais servit comme unité de garnison, tandis que les tirailleurs d'infanterie grecs remplirent le rôle d'unité auxiliaire. 
En juillet 1809, le bataillon grec fut intégré au régiment albanais pour en compléter l'effectif et dans le but d'en assurer l'allégeance, les troupes du régiment albanais n'acceptant de recevoir d'ordres que de leurs chefs de clans et entrant souvent en conflit avec les habitants des îles. L'unité ainsi reformée était forte d'environ 3 000 hommes et était divisée en six bataillons dirigés par 160 officiers. Le régiment avait un aumônier (Arsenio Yanucco de la Morée) et un chirurgien (Ducca Zappa). 
En 1813, le régiment a été réorganisé et sa force a été réduite de six à deux bataillons. Son personnel était comme suit : 
- 1 colonel, deux chefs de bataillon, deux adjudants, deux officiers administratifs français, un quartier-maître, 1 officier chirurgien, 1 assistant chirurgien, 1 prêtre, 4 sous-officiers faisant fonction d'adjudants.

La même année, certains hommes du régiment albanais, qui n'étaient pas des Arvanites (chrétiens) mais des Tsàmides (musulmans), furent transférés à l'escadron des mamelouks de la Garde impériale nouvellement réorganisé. Après le passage des îles sous contrôle britannique en 1814, le régiment est réformé, mais en 1815 il est licencié et beaucoup d'hommes sont transférés dans d'autres unités organisées par les Britanniques.

## Membres notables du régiment
Le régiment albanais compta dans ses rangs quelques combattants qui allaient devenir des figures de la révolution grecque de 1821 : 
- Christóphoros Perrevós : Major et auteur
- Konstantinos Androutses de Cheimarra : commandant du 1er Bataillon. Il avait servi les Français depuis 1799, quand ils avaient occupé Naples, en tant que commandant et instructeur. Il a recruté d'autres Cheimariotes pour l'armée française. Il fut promu lieutenant-colonel. Il fut arrêté par les forces d'Ali Pacha de Janina alors qu'il se trouvait à bord d'un navire français. Les autorités françaises demandèrent sa libération de la Sublime Porte, mais il fut assassiné dans une prison de Ioannina. Ali Pacha a tenté de présenter sa mort comme un suicide.
- Kitsos Botsaris (en), le chef du clan souliote Botsaris, commandant du 5e Bataillon
- Márkos Botzaris, héros de l'indépendance grecque
- Fotos Tzavellas, colonel, commandant du 3e Bataillon, chef du clan souliote dans la lutte contre  Ali Pasha. Il avait également servi à Corfou sous les Russes. Il a été assassiné par des agents d'Ali Pasha à Corfou en 1809.
- Lambros Gousis (el) de Souli, sous-lieutenant de la 5e Compagnie du 1er Bataillon, décoré de la médaille de Sainte-Hélène. Avant de rejoindre le régiment, il avait participé à de nombreux combats contre Ali Pacha. Par la suite, il servit dans les troupes étrangères du roi de Naples, raison pour laquelle ses compatriotes lui donnèrent le surnom de « Reginas ». Il revint en Grèce pour former une unité de Souliotes qui prit part à la révolution grecque de 1821-1829. Après la Révolution, il fut promu au grade de brigadier général et reçut la médaille de bronze « Aristeion », la première médaille de guerre (Croix) instituée par le roi Othon Ier de Grèce.
- Nicolas Papa-Oglou, dit Nicole Papas